# Dichapetalum grandifolium
Dichapetalum grandifolium är en tvåhjärtbladig växtart som beskrevs av Henry Nicholas Ridley. Dichapetalum grandifolium ingår i släktet Dichapetalum och familjen Dichapetalaceae. Inga underarter finns listade i Catalogue of Life.